# Darliston
Darliston är en ort i Jamaica.   Den ligger i parishen Parish of Westmoreland, i den västra delen av landet, 130 km väster om huvudstaden Kingston. Darliston ligger 422 meter över havet och antalet invånare är 1 583. Den ligger på ön Jamaica.
Terrängen runt Darliston är kuperad, och sluttar norrut. Runt Darliston är det ganska tätbefolkat, med 172 invånare per kvadratkilometer. Närmaste större samhälle är Savanna-la-Mar, 16,7 km väster om Darliston. Omgivningarna runt Darliston är en mosaik av jordbruksmark och naturlig växtlighet.